# Banjarejo (Gabus)
Banjarejo is een bestuurslaag in het regentschap Grobogan van de provincie Midden-Java, Indonesië. Banjarejo telt 5712 inwoners (volkstelling 2010).